# 兵庫教育大学の人物一覧
兵庫教育大学の人物一覧は兵庫教育大学に関係する人物の一覧記事。

## 歴代学長
| 代   | 氏名       | 就任年        | 退任年         |
| ---- | ---------- | ------------- | -------------- |
| 初代 | 谷口澄夫   | 1978年10月1日 | 1986年11月30日 |
| 2    | 上寺久雄   | 1986年12月1日 | 1992年11月30日 |
| 6    | 梶田叡一   | 2004年12月1日 | 2010年3月31日  |
| 7    | 加治佐哲也 | 2010年4月1日  | 2016年3月31日  |
| 8    | 福田光完   | 2016年4月1日  | 2019年3月31日  |
| 9    | 加治佐哲也 | 2019年4月1日  | 2025年3月31日  |
| 10   | 森山潤     | 2025年4月1日  |                |

## 著名な教職員
- 市井雅哉 - 大学院学校教育研究科教授（人間発達教育専攻　臨床心理学コース）
- 濱中裕明 - 大学院学校教育研究科教授（教育実践高度化専攻　理数系教科マネジメントコース）
- 前芝武史 - 大学院学校教育研究科教授（人間発達教育専攻　芸術表現系教育コース）

## OB・OG

### 政界
- 服部千秋 - 元太子町長

### 研究者・学者
- 石井好二郎 - 同志社大学スポーツ健康科学部教授
- 豊住誠 - 皇學館大学文学部教授
- 原井俊典 - 徳島文理大学短期大学部音楽科教授
- 益田裕充 - 群馬大学共同教育学部教授
- 宮城能彦 - 沖縄大学人文学部教授
- 湊秋作 - 財団法人キープ協会やまねミュージアム館長
- 山谷敬三郎 - 北翔大学及び北翔大学短期大学部学長

### 作家・著者
- 福田隆浩 - 児童文学作家
- 村上仁志 - 教育関連本著者

### 芸術
- 保科洋 - 名誉教授、作曲家、指揮者、編曲家

### マスコミ
- 浅井千華子 - タレント

### その他
- 吉村融 - 新構想大学創設準備委員会委員として、兵庫教育大学設立に関わる
- 谷口澄夫 - 兵庫教育大学初代学長(1978年-1986年)